# Ignata gadira
Ignata gadira is een vlinder uit de familie van de Lycaenidae. De wetenschappelijke naam van de soort werd als Thecla gadira in 1867 gepubliceerd door William Chapman Hewitson.

## Synoniemen
- Thecla minthe Godman & Salvin, 1887